# Kälvjärv
Kälvjärv är en sjö i Överkalix kommun i Norrbotten och ingår i Kalixälvens huvudavrinningsområde. Sjön har en area på 6 kvadratkilometer och ligger 86 meter över havet. Sjön avvattnas av vattendraget Kälvån.

## Delavrinningsområde
Kälvjärv ingår i det delavrinningsområde (736515-180975) som SMHI kallar för Utloppet av Kälvjärv. Medelhöjden är 106 meter över havet och ytan är 28,55 kvadratkilometer. Det finns ett avrinningsområde uppströms, och räknas det in blir den ackumulerade arean 48,75 kvadratkilometer. Kälvån som avvattnar avrinningsområdet har biflödesordning 2, vilket innebär att vattnet flödar genom totalt 2 vattendrag innan det når havet efter 58 kilometer. Avrinningsområdet består mestadels av skog (66 procent). Avrinningsområdet har 6 kvadratkilometer vattenytor vilket ger det en sjöprocent på 21 procent.